# Ромеро Колбек, Густаво
Густа́во Адо́льфо Роме́ро Ко́лбек (исп. Gustavo Adolfo Romero Kolbeck; 3 июля 1923, Мехико, Мексика — 20 апреля 2008, там же) — мексиканский политический деятель, экономист, дипломат.

## Биография
Родился в семье бухгалтера. В 1941 году поступил и в 1946 году с отличием окончил экономический факультет Национального автономного университета Мексики (НАУМ). Там же в 1949 году защитил диссертацию по теме «Три этапа планирования экономического развития». Также учился в Чикагском университете и получил степень магистра экономического анализа в Университете Джорджа Вашингтона (учился с 1947 по 1948 год).
Работал в Банке Мексики в 1944–1946, в министерстве государственной собственности (в 1948), преподавателем в Национальной школе экономики НАУМ с 1949 по 1983 год (профессор в 1966–1983, директор в 1967–1969), в Ибероамериканском университете с 1953 по 1954 год и в качестве исследователя, затем директора в департаменте экономических исследований Национального банка Мексики (Banamex) с 1949 по 1954 год.
С 1954 года член Институционно-революционной партии, в том же году начал работать в секретариате президента в качестве заместителя директора Инвестиционной комиссии (1954–1958) и директора отдела государственных инвестиций (1959–1961).
Консультант министерства водного хозяйства, Федеральной комиссии по электроэнергетике, Национального жилищного института и министерства промышленности и торговли в 1962–1965 годах. Был советником президента Мексики.
Директором журнала Expansión в 1966–1970, генеральный директор Школы экономики Анауакского университета (1967–1970), директор-основателем Центра экономических исследований частного сектора (1963–1965), член университетского совета НАУМ (1967–1969). Консультант международной группы сотрудничества в промышленности (1963–1965). Основатель, директор Центра экономических исследований частного сектора в Сан-Луис-Потоси (1966–1967). Президент попечительского совета Автономного Столичного университета (1974–1982).
В 1971 году президент Луис Эчеверриа назначил его сначала послом в Японии, в 1973 году – управляющим государственным инвестиционным банком Financiera Nacional Azucarera, а в 1974 – генеральным директором Национального банка Nacional Financiera. 1 декабря 1976 года новый президент страны Хосе Лопес Портильо назначил его генеральным директором Банка Мексики с 1 декабря 1976 (по 17 марта 1982 года).
Во время своего правления Ромеро Колбек упростил обязательные резервные положения для банков, объединив ставки в единый резерв, и внедрил правила, которые позволили преобразовать банковские учреждения из специализированных в банки широкого профиля. Вместе с министерством финансов и государственного кредита он способствовал реструктуризации банковской системы посредством программы слияния мелких учреждений: если в 1976 году в стране насчитывалось более 240 банков, то к 1978 году – 104, а к августу 1982 – 68. Одновременно способствовал созданию сертификатов Федерального казначейства (CETES) в 1978 году, в результате чего появился рынок облигаций, который, в свою очередь, стал основой для денежно-кредитного регулирования посредством операций на открытом рынке.
К 1982 году, в разгар финансового кризиса, вызванного большим внешним долгом страны, и после ряда попыток сдержать валютный паритет, 17 февраля произошла девальвация песо, Банк Мексики ушёл с биржевого рынка и 17 марта Ромеро Колбек был снят с поста.
В 1982 году был послом в СССР, с 1983 по 1993 год руководил банком Обреро. Профессор Колледжа Мехико в Университете Американского математического общества (University of the American mathematical society) в 1949-1970, президент совета директоров с 1991.